# 36 TCN
Năm 36 TCN là một năm trong lịch Julius. 